# Петри Контиола
Петри Контиола (фин. Petri Kontiola; 4. октобар 1984, Сејнејоки, Финска) професионални је фински хокејаш на леду који игра на позицији централног нападача.
Тренутно игра за канадски тим Мејпл Лифсе из Торонта у Националној хокејашкој лиги (од сезоне 2014/15).
Са сениорском репрезентацијом Финске освојио је две сребрне медаље на светским првенствима (СП 2007. и СП 2014), те бронзану медаљу на Зимским олимпијским играма 2014. у Сочију. 

## Каријера
Своју професионалну играчку каријеру Петри Контиола је започео 2003. године у редовима Тапаре из Тампереа у хокејашкој лиги Финске, док је пре тога играо за млађе селекције истог клуба. Већ 2004. учествовао је на улазном драфту НХЛ лиге где га је као 196. пика у 7. рунди одабрала екипа Чикаго Блекхокса. Пре одласка на Северноамерички континент одиграо је четири сезоне у Финској, за Тапару. У сезони 2005/06. проглашен је за најбољег асистента лиге са чак 35 асистенција у лигашком делу сезоне. 
По доласку у Америку, на почетку сезоне 2007/08. преусмерен је у редове екипе Рокфорд Ајсхогса у Америчкој хокејашкој лиги, иначе филијали Блекхокса, са циљем да се прилагоди америчком стилу игре. Прву утакмицу у НХЛ лиги, у редовима тима из Чикага одиграо је 25. новембра 2007. против екипе Ванкувер Канакса. У првој НХЛ екипи одиграо је тек 12 утакмица уз статистички учинак од тек 5 асистенција, те је остатак сезоне провео у Ајсхогсима (баш као и већи део следеће сезоне). У марту 2009. трејдован је у екипу Анахајм Дакса, из које је аутоматски преусмерен у њихову АХЛ филијалу Ајова Чопсе у којој је одиграо остатак сезоне.
Како није успео да се наметне тренеру првог тима Дакса, крајем маја 2009. враћа се у Европу и потписује двогодишњи уговор са КХЛ лигашем Металургом из Магнитогорска. Током те две сезоне Контиола је одиграо укупно 134 утакмице уз учинак од 82 поена (25 голова и 57 асистенција), а по истеку уговора прешао је у редове Чељабинског Трактора, такође у КХЛ лиги.
Као слободан играч у јулу 2014. потписује једногодишњи уговор са канадским НХЛ лигашем Торонто Мејпл Лифсима вредан 1,1 милион америчких долара.

### Репрезентативна каријера
Дебитантски наступ за национални тим имао је на светском првенству за играче до 20 година 2004. одржаном у Хелсинкију, где је уз учинак од по једног гола и асистенције помогао свом тиму да освоји бронзану медаљу. 
За сениорску репрезентацију на великим такмичењима дебитовао је на Светском првенству 2007. играном у Русији. На том такмичењу Финска је освојила сребрну медаљу, а Контиола је на 9 одиграних утакмица имао учинак од 7 поена (2 гола и 5 асистенција). На СП 2013. уврштен је у идеални тим првенства. Током 2014. године прво је био део финског тима на ЗОИ 2014. у Сочију где је освојио бронзану медаљу, а потом и на светском првенству у Минску где је освојене сребрна медаља.